# Тадеуш Зубиньский
Тадеуш Зубиньский (род. 1953; Сухеднюв) — польский писатель, критик, эссеист, переводчик.

## Биография
Жил в Чехии, Германии, Голландии, Латвии, Литве, Польше, Испании и Великобритании. Опубликовал 34 книги на польском языке, пресс-релизы в Австрии, Ирландии, Канаде, Латвии, Литве, России, Украине, США. Рассказы, переводы, скетчи были опубликованы на языках: английский, латышский, русский, турецкий. Он специализируется на вопросах, связанных с Испанией и прибалтийскими республиками — Эстонии, Литве, Латвии.
Две его книги переведены на русский язык (переводчик Анатолий Нечай):
- Mифология балтов. СПб.: Алетейя, 2016.
- Mифология эстов. СПб.: Алетейя, 2016.